# Oeiras e São Julião da Barra
Oeiras e São Julião da Barra fou una freguesia portuguesa del municipi d'Oeiras. El seu territori s'integrà el 16 de gener de 2013 a la freguesia d'Oeiras e São Julião da Barra, Paço de Arcos i Caxias, a causa d'una reforma administrativa. És la seu de la nova unió de freguesies resultant de la suma de les antigues freguesies de Paço de Arcos i Caxias.

## Població
| Població d'Oeiras e São Julião da Barra | Població d'Oeiras e São Julião da Barra | Població d'Oeiras e São Julião da Barra | Població d'Oeiras e São Julião da Barra | Població d'Oeiras e São Julião da Barra | Població d'Oeiras e São Julião da Barra | Població d'Oeiras e São Julião da Barra | Població d'Oeiras e São Julião da Barra | Població d'Oeiras e São Julião da Barra | Població d'Oeiras e São Julião da Barra | Població d'Oeiras e São Julião da Barra | Població d'Oeiras e São Julião da Barra | Població d'Oeiras e São Julião da Barra | Població d'Oeiras e São Julião da Barra | Població d'Oeiras e São Julião da Barra |
| --------------------------------------- | --------------------------------------- | --------------------------------------- | --------------------------------------- | --------------------------------------- | --------------------------------------- | --------------------------------------- | --------------------------------------- | --------------------------------------- | --------------------------------------- | --------------------------------------- | --------------------------------------- | --------------------------------------- | --------------------------------------- | --------------------------------------- |
| 1864                                    | 1878                                    | 1890                                    | 1900                                    | 1911                                    | 1920                                    | 1930                                    | 1940                                    | 1950                                    | 1960                                    | 1970                                    | 1981                                    | 1991                                    | 2001                                    | 2011                                    |
| 2 613                                   | 3 495                                   | 4 514                                   | 4 070                                   | 5 606                                   | 6 067                                   | 4 467                                   | 5 197                                   | 6 285                                   | 6 857                                   | 13 962                                  | 40 358                                  | 43 364                                  | 34 851                                  | 33 827                                  |

## Història

### El comte d'Oeiras
El municipi d'Oeiras es crea el 7 de juny del 1759, per la fundació del municipi per ordre del rei Josep I de Portugal. Durant la segona meitat del segle xviii, Oeiras viu un període de gran dinamisme per l'acció directa de Sebastião José de Carvalho i Melo, ministre de Josep I (comte d'Oeiras i marqués de Pombal), doncs fins llavors tenia característiques predominantment rurals. L'elevació a la categoria de vila i l'estatut, amb l'establiment de la residència oficial del marqués de Pombal a Oeiras van permetre no sols la creació de noves infraestructures, sinó també un augment de la població aristòcrata a la localitat. En economia, hi ha canvis molt significatius en el camp de l'agricultura i la indústria, i es transforma en una de les principals àrees de proveïment de la capital. Oeiras creix com a vila i com a important centre econòmic i d'oci. Durant el segle xviii alguns dels principals monuments de la vila es construeixen, en especial el Palau del Marqués de Pombal, l'església Parroquial, el nucli històric de la vila i el conjunt de fortificacions al llarg de la línia de la costa.

### La creació de lafreguesiad'Oeiras e Sâo Julião da Barra
El 1835 s'establiren les bases del nou sistema administratiu, les Juntes de Parròquia, precursores de les Juntes de Freguesia. La freguesia de Sâo Julião da Barra es resumia estrictament en l'antiga fortificació, i li donava una característica purament militar. En el decret de 6 de novembre de 1836, consta que Sâo Julião da Barra tenia només 24 focs i estava separada d'Oeiras, que en aquesta època tenia 850 focs. Al 1900, el cardenal decideix unir Sâo Julião da Barra a Nossa Senhora da Purificação d'Oeiras. Aquesta se'n separa al 1926 amb la creació de la freguesia de Paço de Arcos, i se'n consolida la d'Oeiras e Sâo Julião da Barra.

### Creixement i desenvolupament
Entre finals del segle xix i primeria del XX, amb la construcció de la línia ferroviària de Cascais i, ja en la dècada de 1940, amb la construcció de la carretera marginal, la vila guanya vitalitat. Malgrat el seu ràpid i notable creixement, Oeiras acaba sent víctima d'un desenvolupament desregulat, al ritme de moviments pendulars i d'una política social gairebé inexistent que, durant molt de temps, fa de la localitat un mer “dormitori”. A començament dels anys 1980, Oeiras coneix un nou període de creixement.
La concretització del primer PDM (Pla Director Municipal), al 1994 fou un pas fonamental per desenvolupar una política de revitalització del municipi d'Oeiras. Es construïren infraestructures socials, culturals, recreatives i esportives; es posà en pràctica un projecte de salvaguarda del patrimoni natural; es va apostar per la construcció de centres empresarials i d'investigació científica i tecnològica.

### Segle XXI
A 16 de gener de 2013, en el marc de la reorganització de les freguesies, la d'Oeiras e Sâo Julião da Barra s'anul·la i s'uneix a les antigues freguesies de Paço de Arcos i Caxias, fent la freguesia denominada Unió de Freguesies d'Oeiras e Sâo Julião da Barra, Paço de Arcos i Caxias.

## Geografia

### Parcs i espais verds

#### Jardins del Palau del Marqués de Pombal
Jardí secular de gran bellesa, acull anualment alguns esdeveniments culturals, com ara teatre i música. S'hi troba la Cascada dels Poetes, obra escultòrica del segle xviii. Junt al jardí hi ha el celler i la premsa d'oli.

#### Jardí Municipal d'Oeiras
També conegut com Parc Almirall Gago Coutinho, és el principal parc d'Oeiras i es troba a la vall entre Oeiras i Santo Amaro. El travessa la Ribeira de Lage, resultat de la unió de dues quintes: del costat dret la Quinta do Arriaga i de l'esquerre la do Proença.

#### Parc dels Poetes

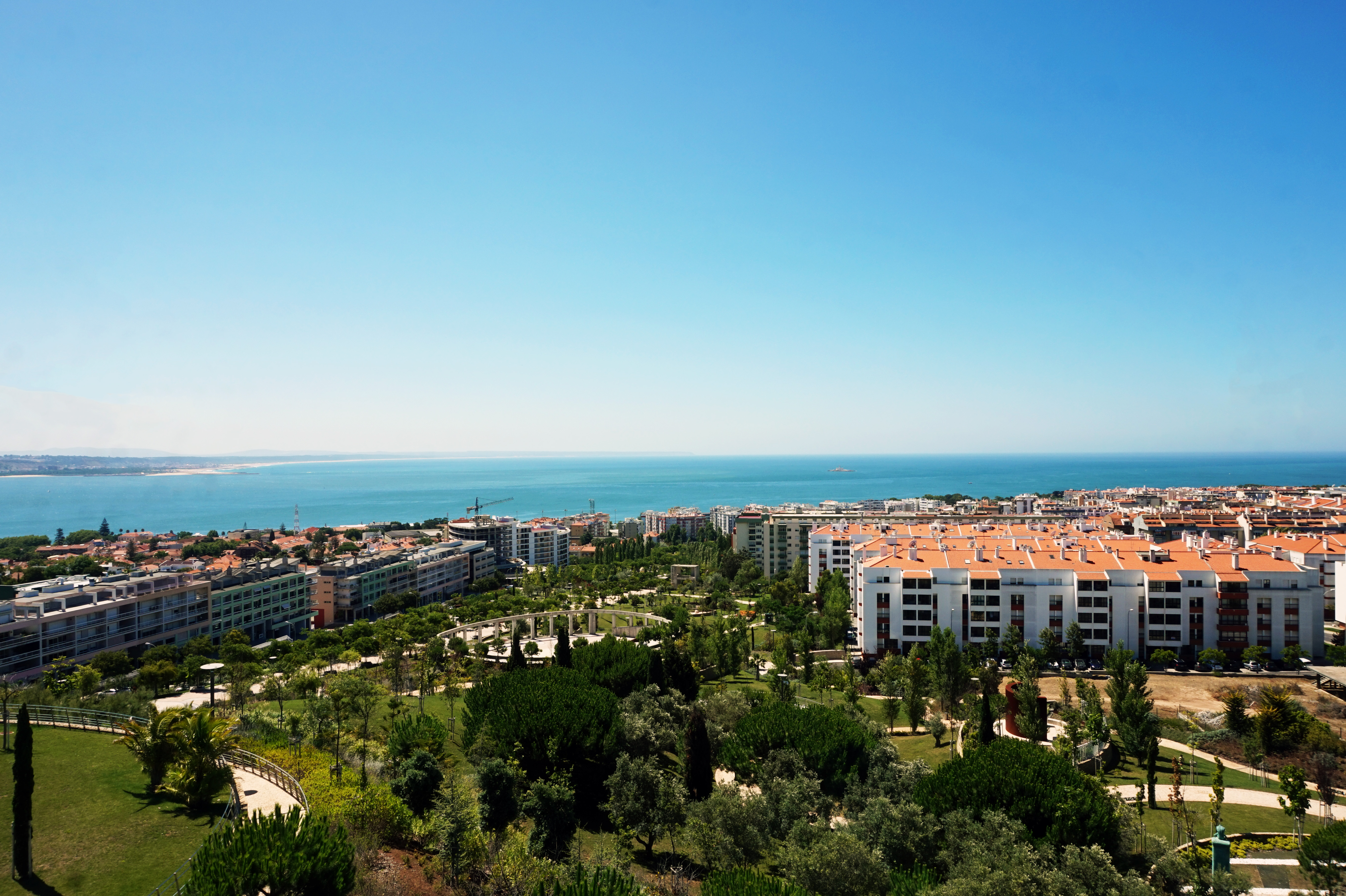
Mirador del Parc dels Poetes (2ª fase A)

Parc urbà d'Oeiras, reconegut com un "museu a l'aire lliure". Té 22,5 hectàrees. Alguns poetes com Luís de Camões, Fernando Pessoa, Florbela Espanca, Sophia de Mello Breyner Andresen i Eugénio de Andrade són homenatjats en aquest espai urbà de lleure. Té infraestructures com l'Estadi Municipal, el Temple de la Poesia, auditoris a l'aire lliure i una font cibernètica.

#### Quinta de Sete Castelos
Àrea verda amb prop d'1,5 hectàrees, situada a Santo Amaro d'Oeiras. Inclou espais enjardinats, zona de pins, i exemplars arboris d'origen exòtic.

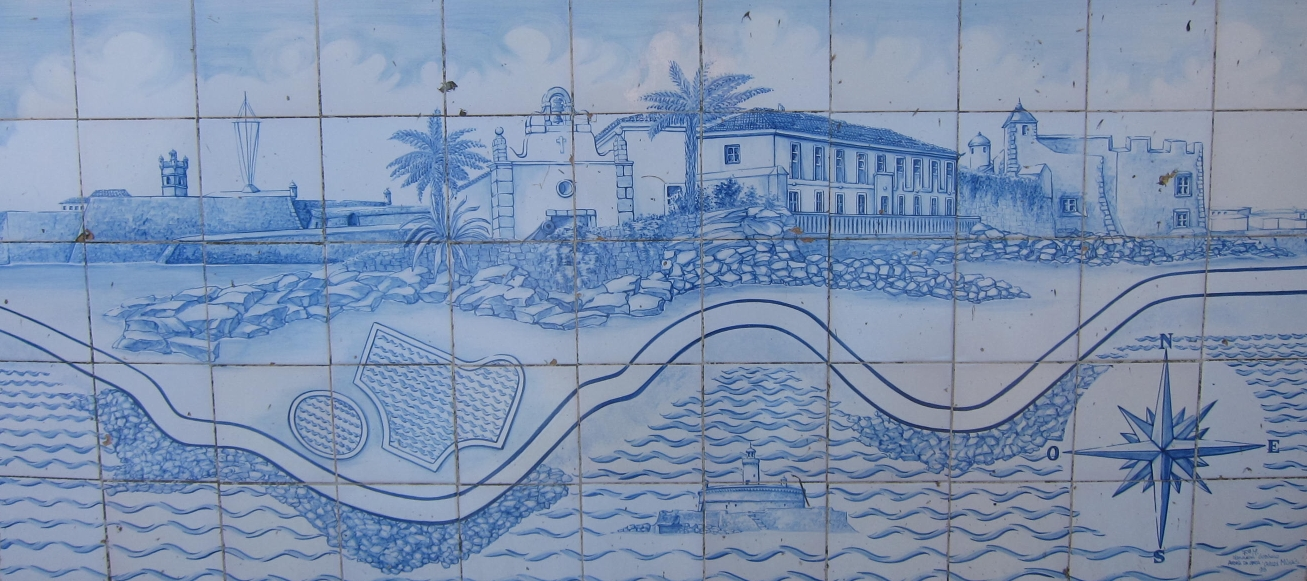
Plafó de taulellets representatiu d'algunes atraccions del Passeig Marítim d'Oeiras, entre la platja da Torre i de Santo Amaro

## Demografia
En els censos de 1991 la freguesia tenia 43.364 habitants, i al 2001 havia descendit en 34.850. El 2011 la població també va tenir un descens, en 33.827 habitants.

## Patrimoni
- Palau del Marqués de Pombal
- Casa da Pesca
- Creu de terme d'Oeiras
- Palau d'Egipte
- Església Parroquial d'Oeiras
- Capella de Santo Amaro d'Oeiras
- Fort de Sâo Julião da Barra

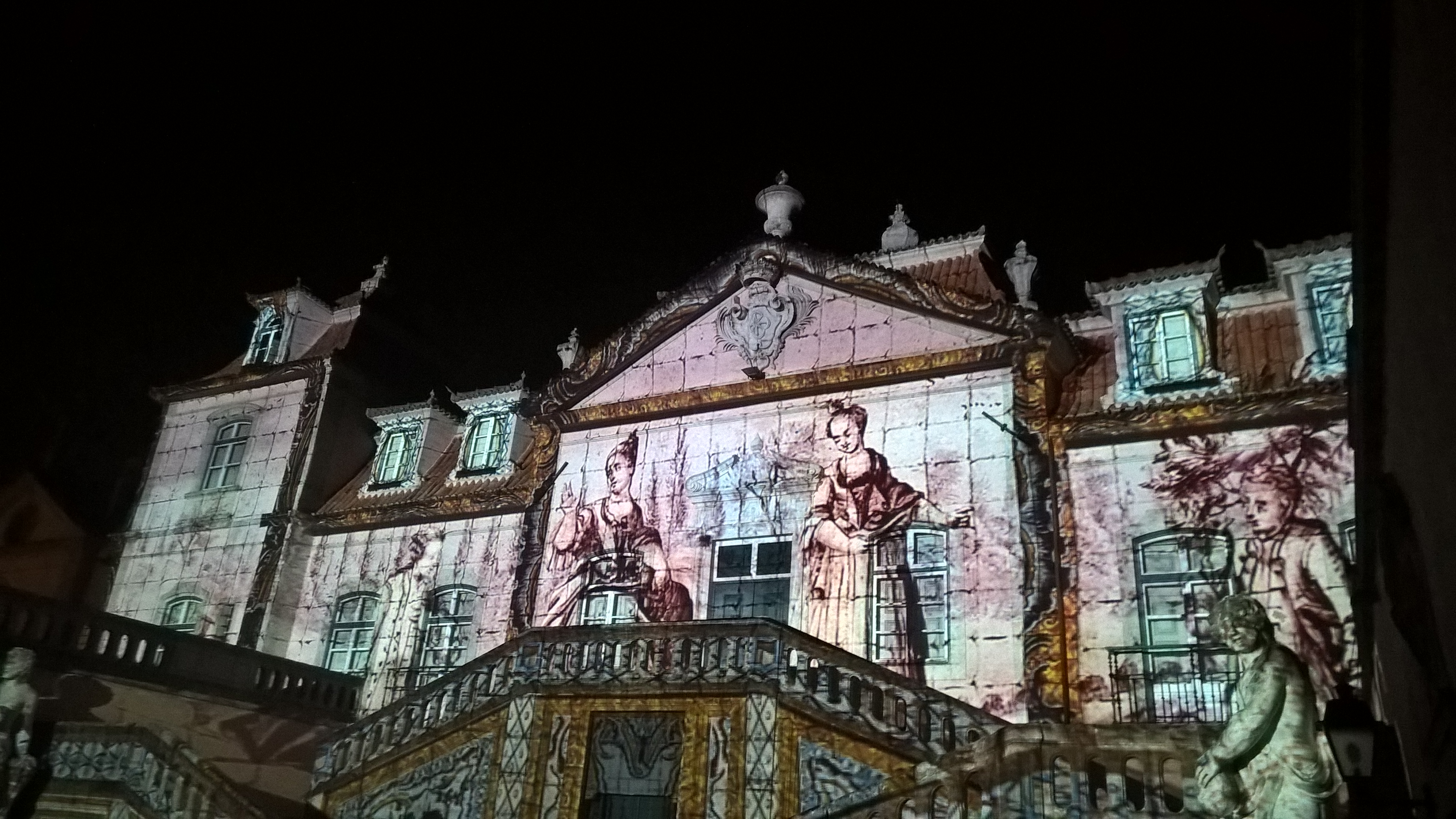
Festival "Nits al Palau Encantat" (Palau del Marqués de Pombal) - juny de 2015

- Torre de Sâo Lourenço (Torre do Bugio)
- Far de Sâo Julião